# 463 f.Kr.

## Händelser

### Efter plats

#### Grekland
- I Aten försöker den demokratiske statsmannen Efialtes och den unge Perikles få den oligarkiske Kimon landsförvisad för att ha tagit emot mutor för att inte anfalla kungen av Makedonien (som kan ha varit misstänkt för att ha hjälpt rebellerna i Thasos). Fastän Kimon blir frikänd börjar hans inflytande över Atens befolkning att minska.
- Themistokles, som är i exil, närmar sig den persiske kungen Artaxerxes I för att erhålla hans hjälp att försöka återta makten i Aten. Artaxerxes är ovillig att hjälpa honom, men gör honom istället till satrap av Magnesien.
- Efter två års belägring faller Thasos i atenarnas händer. Kimon tvingar invånarna att riva stadsmurarna, överlämna sina fartyg samt erlägga tribut och årlig kontribution till Aten.